# Affaire Vincent Sterckeman
Vincent Sterckeman, né en 1973, est un prêtre français condamné, en 2023, à 8 ans de prison pour viol sur une mineure. 

## Biographie
Vincent Sterckeman, né en 1973 et originaire de Bourbourg, est un prêtre catholique ordonné en 2002. Il a alors officié à Steenvoorde, Nieppe, puis à compter de 2011 à Gravelines, Grand-Fort-Philippe et Saint-Georges-sur-l'Aa. À partir de 2013, l’archevêque de Lille, Laurent Ulrich, lui demande de représenter « le doyenné littoral ouest » en tant que membre du collège des consulteurs, un organisme décisionnel significatif.
En 2018, une femme, née en 1990, porte plainte pour des faits de viol entre 2004 à 2008 dans les paroisses de Steenvoorde puis Nieppe, alors qu'elle était âgée entre 14 et 18 ans. Vincent Sterckeman reconnaît les relations sexuelles avec cette mineure mais affirme qu'elles sont intervenues après ses 15 ans et avec son consentement. Après sa mise en examen en février 2018, il est suspendu de tout ministère public.
En mai 2023, il est condamné par la cour criminelle du Nord à huit ans de prison pour viols.